# Urochroa bougueri
Urochroa bougueri е вид птица от семейство Колиброви (Trochilidae), единствен представител на род Urochroa.

## Разпространение
Видът е разпространен в Еквадор и Колумбия.